# Elias Keck
Elias Keck (* 29. März 2003 in Kempten) ist ein deutscher Skilangläufer.

## Werdegang
Keck, der für den TSV Buchenberg startet und dem Zoll-Ski-Team angehört, nahm von 2020 bis 2023 an U20-Rennen im Alpencup teil und belegte dabei in der Saison 2021/22 sowie 2022/23 jeweils den dritten Platz in der U20-Gesamtwertung. Zudem gewann er bei den Olympischen Jugend-Winterspielen 2020 in Lausanne die Silbermedaille über 10 km klassisch und kam dort auf den 11. Platz im Cross sowie auf den neunten Rang im Sprint. Bei den Junioren-Skiweltmeisterschaften 2021 in Vuokatti lief er auf den 14. Platz im Sprint sowie auf den fünften Rang mit der Staffel, bei den Junioren-Skiweltmeisterschaften 2022 in Lygna auf den 48. Platz über 10 km klassisch, auf den 13. Rang im Sprint sowie auf den siebten Platz mit der Staffel und bei den Junioren-Skiweltmeisterschaften 2023 in Whistler auf den 17. Platz im Sprint, auf den fünften Rang über 10 km Freistil sowie auf den vierten Platz im 20-km-Massenstartrennen. In der Saison 2023/24 nahm er in Ulrichen erstmals am Alpencup teil, wobei er den 38. Platz im Sprint errang und erreichte in St. Ulrich am Pillersee mit dem dritten Platz im Sprint seine erste Podestplatzierung in dieser Rennserie. Zudem startete er im Januar 2024 in Oberhof erstmals im Skilanglauf-Weltcup und holte dort mit dem 32. Platz im Sprint seine ersten Weltcuppunkte. Bei den U23-Weltmeisterschaften 2024 in Planica belegte er den 23. Platz im Sprint, den sechsten Rang über 10 km klassisch und den vierten Platz mit der Staffel. In der folgenden Saison holte er im Sprint in Falcade seinen ersten Sieg im Alpencup und bei den U23-Weltmeisterschaften 2025 in Schilpario die Bronzemedaille mit der Mixed-Staffel. Zudem wurde er dort Fünfter im Sprint und Vierter im 20-km-Massenstartrennen. Beim Saisonhöhepunkt, den Nordischen Skiweltmeisterschaften 2025 in Trondheim, lief er auf den 32. Platz im Sprint und auf den 30. Rang im Skiathlon. Seine Schwester Lena Keck ist ebenfalls als Skilangläuferin aktiv.

## Erfolge

### Siege bei Continental-Cup-Rennen
| Nr. | Datum           | Ort      | Disziplin                   | Serie    |
| --- | --------------- | -------- | --------------------------- | -------- |
| 1.  | 17. Januar 2025 | Falcade  | Sprint klassisch            | Alpencup |
| 2.  | 16. März 2025   | Prémanon | 10 km Freistil Verfolgung 1 | Alpencup |

## Teilnahmen an Weltmeisterschaften

### Nordische Skiweltmeisterschaften
- 2025 Trondheim: 10. Platz Teamsprint klassisch, 30. Platz 30 km Skiathlon, 32. Platz Sprint Freistil